# Jiaozuo
Jiaozuo (焦作; pinyin: Jiāozuò) er en kinesisk by på præfekturniveau i provinsen Henan i det centrale Kina. Præfekturet har et areal på 	4,071 km2, og befolkningen anslås til 3,5 millioner mennesker (2004). I området ligger Jiaozuo kulkraftværk fra 2005, som er et af Kinas moderne kraftvarmeværker med højeffektiv kuludnyttelse.

## Administrative enheder
Administrativt består Jiaozuo af fire bydistrikter, fire amter og to
byamter:
- Bydistriktet Shanyang (山阳区), 67 km², 260 000 indbyggere, administrationssæde;
- Bydistriktet Jiefang (解放区), 62 km², 290 000 indbyggere;
- Bydistriktet Zhongzhan (中站区), 124 km², 120 000 indbyggere;
- Bydistriktet Macun (马村区), 118 km², 140 000 indbyggere;
- Amtet Xiuwu (修武县), 722 km², 280 000 indbyggere;
- Amtet Bo'ai (博爱县), 492 km², 420 000 indbyggere;
- Amtet Wuzhi (武陟县), 860 km², 650 000 indbyggere;
- Amtet Wen (温县), 462 km², 420 000 indbyggere;
- Byamtet Mengzhou (孟州市), 542 km², 370 000 indbyggere;
- Byamtet Qinyang (沁阳市), 623 km², 470 000 indbyggere.

35°13′45″N 113°13′49″Ø / 35.22904°N 113.2304°Ø